# Dalbyvantar

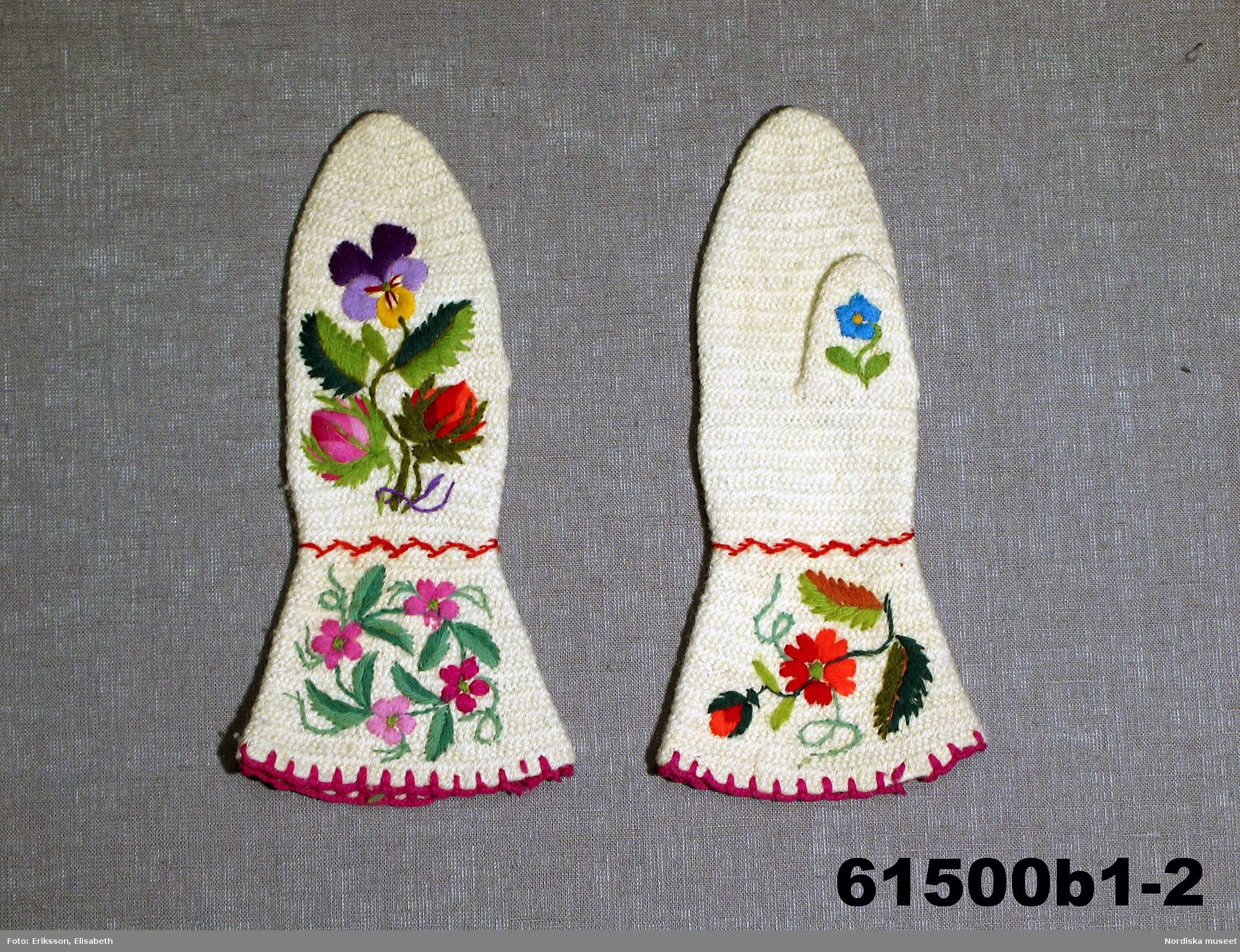
Dalbyvantar för ung flicka, vantarna är nålbundna och därefter lätt valkade.

Dalbyvantar är nålbundna och toppiga ullvantar med blomsterbroderier, med ursprung i Dalby, Värmland. Liknande vantar kallas ibland Rosvantar i Norra Ny.
Grundvanten är bunden av ofärgad ullgarn, vitt för kvinnor och "sösvart", det vill säga natursvart för män. Dalbytekniken av nålbindning har tätare bidning genom att en eller två öglor bakom tummen inte plockas rakt framifrån, utan tvärtemot den vanliga plockningen. Innan vantarna broderas valkades de lätt. Broderierna är utförda i schattersöm, stjälksöm och plattsöm. Rosor (ofta starkt röda eller mörkröda med gul pistill), förgätmigej (fem ljusblå kronblad, gul pistill), styvmorsvioler och penséer (båda i violett, brunt, blått med inslag av vitt och gult/rött i mitten) är en given mönstergrupp. Utformningen av mönster och antal blommor i kompositionen varierar. Blad och stjälkar broderas i olika gröna nyanser. Herrvantar har samma broderier, men har också kavelfrans "fax" i flera färger på kragen. 
Dalbyvantarnas historiska ursprung är osäkert, men det är troligt att savolaxfinnar tagit med sig nålbindning till Värmlands norra delar under 1500–1600-tal, samt att blomsterbroderierna härstammar från tidigt 1800-tal. 
Dalbyvantarna var en stor del av den Värmländska delen av Baltiska utställningen i Malmö 1914 (arrangerat av Värmlands Hemslöjd), och intresset kring dem växte under 1900-talet.
En inventering av nålbundna vantar i Dalby påbörjades 1982, och pågick i ett decennium.